# Менометрорагија
Менометрорагија један је од поремећаја менструалног циклуса која се карактерише продуженим крварењем из материце које се јавља у неправилним интервалима и чешће од нормалног периода. Може бити узрокована бројним стањима као што су, на пример: хормонска неравнотежа, ендометриоза, полицистични јајник, рак, инфекција или трудноћа. Жене које су на дијализи или користе интраутерину контрацепцију такође могу имати обилне и продужене менструације.
Ова врста обилног крварења која је слична другим крварењима из материце: менорагија (хиперменореја, односно веома обилне менструације), метрорагија (крварење из материце), полименореја (пречесте менструације) заправо је комбинација менорагије и метрорагије.
Обично се јавља код жена које улазе или завршавају свој репродуктивни период, односно млађе су од 20 година или старије од 45 година.
Дијагноза се поставља када било који други узрок менструалног поремећаја није релевантан.

## Епидемиологија
Менометрорагија се јавља код око 24% жена између 40 и 55 година старости.

## Етиологија
Може се јавити због бројних стања укључујући ендометриозу, фиброиде материце, туморе материце; такође је повезан са хормонском неравнотежом (понекад повезано са стресом или гојазношћу), аденомиозом, ендометриозом, употребом прогестинске контрацепције, поремећајима згрушавања крви. У дуготрајним случајевима, хронично крварење може довести до анемије цурења.

## Клиничка слика
Знаци и симптоми, као и прецизна медицинска дефиниција абнормалног крварења из материце, нису увек јасни. Обично жена има менструацију која се јавља сваких 28 дана (нормално ако се креће између 21-35 дана), а просечна дужина менструалног циклуса је око 5 дана. 
Кко током нормалне менструације већина жена губи мање од 80 мл крви по менструалном циклусу, веће процењене губитке треба сматрати аномалним. Међутим, једноставније, свако крварење које је претерано и јако до те мере да омета физичку, социјалну или емоционалну активност пацијента дефинисати као абнормално.
Неуобичајено крварење је углавном повезано са:
- употребом неколико тампона или хигијенских уложака у року од неколико сати,
- продужењем крварењем које траје више дана него обично,
- појавом крварења ван уобичајеног менструалног циклуса,
- болом у трбуху,
- осећајем астеније, слабости и тахикардије (које су сензације и знак вероватне анемије услед крварења).

## Дијагноза
Дијагноза је клиничка и поставља се на основу клиничке историје болести. Анамнеза и физички преглед требало би да искључе трудноћу и хипотетички тумор (на пример, рак грлића материце).
Узорак крви и доза хорионског гонадотропина се морају се лабораториски обрадити како би се искључила хипотетичка трудноћа, или спонтани побачај који може изазвати тешко крварење које се манифестује као менометрорагија.
Преглед карлице и акушерски ултразвук дају даље индикације. Папа тестови могу показати рак грлића материце, хистероскопија (ендоскопска техника која омогућава директну визуализацију роднице, материце и цервикалног канала) често помаже у дијагнози ендометриозе.
Остали дијагностички тестови могу укључивати МРИ и биопсију ендометријума.

## Терапија
Основни узрок поремећаја утиче на лечење. Након што се искључе компликације везане за трудноћу, ванматеричну трудноћу, побачај или трофобластну болест, као и бенигне и малигне промене гениталних органа, крварење се зауставља и то се постиже:
- употребoм лекова (естрогени, комбинација естрогена и гетсагена и инхибитори синтезе простагландина)

- терапијском киретажом материце која је уједно и дијагностичка и даје нам тачну информацију да ли је дошло до патолошког процеса на нивоу грлића материце или тела материце

- надокнадом течности и крвних продуката и препарата гвожђа у циљу корекције анемије

У случају миома и леиомиома материце, као и рака, индиковано је хируршко уклањање; алтернативно, за жене које више не желе да имају децу, може се урадити хистеректомија. 
Ако узрок менометрорагије није одмах евидентан, може се применити прва линија фармацеутског лечења. Неке уобичајене опције терапије укључују:
- Транексамску киселину - молекул који инхибира систем фибринолизе, и помаже у акутној фази у контроли крварења. Може се започети давањем 1.000 мг (2 ампуле) разблажених у 250 милилитара физиолошког раствора.
- Пилуле за контролу рађања - које могу да регулишу нивоа хормона
- Прогестин (на пример номегестрол ацетат, супстанца прогестерона), у дози од 10 мг (2 таблете) најмање 20 дана. Лек тада треба прекинути и поново започети након 15 дана за даљи 10-дневни период лечења.

## Компликације
Главна компликација прекомерног менструалног крварења је анемија услед губитка губитка крви. Она може имати значајан утицај на квалитет живота пацијента, што често резултује бледилом коже, смањеним апетитом, умором и лаком замором, главобољом и вртоглавицом, отежаним дисањем током напора, убрзаним откуцајима срца, раздражљивошћу, тешкоћама при успављивању и концентрацији.